# 奇人
奇人（きじん）とは、性格や行動が奇矯で普通ではなく、一般の人とは異なっている人のことである。変わり者、変人、狂人、エキセントリックなどともいう。

## 概要
一般人には悪い意味として使用されるが、美術家、音楽家などに対しては、良い意味で使用される場合もある。
たとえば、サルバドール・ダリ、ルイス・キャロルらは、奇人と呼ばれることでよく知られている。

## 良い意味での「奇人」と呼ばれる著名な人物
- ジョシュア・ノートン
- フランク・ザッパ
- キャプテン・ビーフハート
- グレン・グールド
- オーネット・コールマン[2]
- ジョン・ケージ
- テリー・ライリー
- ニーナ・ハーゲン
- ウィリアム・トマス・ベックフォード
- ジョニー・アップルシード
- ウィリアム・ブレイク
- ジョルジュ・サンド
- エリック・サティ
- メリー・ベーカー・エディ
- T・E・ロレンス
- ヘンリー・ダーガー
- ヘンリー・フォード
- ビアトリクス・ポッター
- チャーリー・チャップリン
- ジェイムズ・ジョイス
- ドロシー・パーカー
- ルートヴィヒ・ヴィトゲンシュタイン
- アルベルト・アインシュタイン
- 大塩平八郎
- ルイジ・タリシオ

## 文献
- ウィークス『変わった人たちの気になる日常 -世界初の奇人研究』草思社、1998年、ISBN 4-7942-0803-0
- ギィ ブクテル、ジャン‐クロード カリエール 『万国奇人博覧館』筑摩書房、1996年、ISBN 4-4808-3701-9
- 前坂俊之『ニッポン奇人伝』 社会思想社 1996 (ISBN  9784390115827)
- 前坂俊之『痛快無比！ニッポン超人図鑑―奇才・異才・金才80人』 新人物文庫 2010 (ISBN 9784404037923)
- ジャン＝クロード・カリエール - 『万国奇人博覧館 』 1996